# 마취제
마취제 또는 마취약은 마취를 시키는 약이다. 마취 목적 이외에도 근육이완제도 쓰이며, 특정 마취제에 의한 마취를 푸는 약도 있다.
일시적인 감각이나 의식 상실을 초래한다. 그들은 크게 두 가지 부류로 나눌 수 있다:
1. 전신마취제: 가역적인 의식 상실을 초래
2. 국소마취제: 의식에 영향을 미치지 않고 신체의 제한된 부위에 대한 가역적 감각 상실을 유발

현대의 마취 실습에는 다양한 약물이 사용된다. 대부분은 마취외에서 거의 사용되지 않지만 다른 것들은 다양한 의료 분야에서 일반적으로 사용된다. 마취제의 조합은 때때로 시너지 및 부가적인 치료 효과를 위해 사용된다. 그러나 부작용도 증가할 수 있다. 마취제는 고통스러운 자극의 감각만 차단하는 진통제와 구별된다.